# Pleines-Œuvres
Pleines-Œuvres is een plaats en voormalige gemeente in het Franse departement Manche in de regio Normandië en telt 149 inwoners (2015).

## Geschiedenis
Op 1 mei 1973 werd de gemeente opgeheven en als commune associée aangehecht bij Pont-Farcy. Deze gemeente maakte deel uit van het kanton Saint-Sever-Calvados tot dit op 22 maart 2015 werd opgeheven en de gemeenten werden opgenomen in het aangrenzende kanton Vire.
Op 1 januari 2018 werd de gemeente Pont-Farcy opgeheven, van het departement Calvados naar het departement Manche overgeheveld en opgenomen in commune nouvelle Tessy-Bocage. Hierbij verviel de status van commune associée van Pleines-Œuvres.
Fervaches · Pleines-Œuvres · Pont-Farcy · Tessy-sur-Vire